# Silver Bluff
Silver Bluff, nekadašnje selo Yuchi Indijanaca na rijeci Savannah na području današnjeg okruga Barnwell u Južnoj Karolini. Ovo selo datira iz 1740-tih i 1750-th godina. Nakon što je planuo rat između Cherokeeja i Yuchi, mnogi Siver Bluff Yuchi odlaze 1751. na zapad da žive među Lower Creekima (Milling 1940. p. 186). Možda identično selu Cofitachiqui koje sponminje De Soto.